# Synorthodes auriginea
Synorthodes auriginea là một loài bướm đêm trong họ Noctuidae.